# Greenland, Arkansas
Greenland är en ort i Washington County i delstaten Arkansas, USA.